# Cercine (botanica)
Il termine cercine, che etimologicamente deriva dalla stessa radice del vocabolo latino "circus", in botanica indica il rigonfiamento anulare del fusto o di un ramo di una pianta. Tale escrescenza, spesso di forma circolare, è dovuta a difetti nella circolazione interna della linfa, in conseguenza a tagli, legature, segnature ed altri eventi traumatici per il vegetale. 
Il cercine risulta quindi essere una cicatrizzazione in costante accrescimento che, se la dimensione e la profondità della lesione lo permettono, consente alla pianta danneggiata di ricoprire con nuova scorza i propri tessuti interni precedentemente esposti.
Alcune pratiche agronomiche, soprattutto in presenza di specie vegetali alloctone, prevedono la tecnica della cercinatura, cioè la formazione indotta di un cercine che indebolisca la pianta fino a ridurne drasticamente le facoltà di accrescimento e riproduzione.